# 虹に瞳を
「虹に瞳を」（にじにひとみを）は、1968年12月1日に発売された弘田三枝子のシングル（規格品番：P-46）。

## 解説
1968年末から公開されたミュージカル映画『フィニアンの虹』主題歌。外国のスタンダード・ナンバーにも、また日本の愛唱歌や抒情歌にも通じるロマンティックでいて、どことなく可愛らしく爽やかな作品である。B面曲の同映画挿入歌「グロッカ・モーラの様子はいかが」と共にのびやかに歌唱しているが、映画が期待の割には当たらず、主題歌である本作も低迷に終わっている。

## 収録曲
※原出典においては「日本語詞」が「訳詩」と表記されている。
- 両楽曲共に、訳詩：二条冬詩夫／作曲：B.Lane／編曲：河村利夫

1. 虹に瞳を [02:44]
2. グロッカ・モーラの様子はいかが [03:16]

## 備考
「虹に瞳を」は、JASRACに於いて2018年現在、外国作品／出典：PJ (サブ出版者作品届)   ／作品コード 0L0-8500-7 LOOK TO THE RAINBOW として登録。計18名の歌手が「アーティスト」と登録されている。
「グロッガ・モーラの様子はいかが」は、外国作品／出典：PJ (サブ出版者作品届)   ／作品コード 0H0-6310-9 HOW ARE THINGS IN GLOCCA MORRA として登録。こちらも計18名が「アーティスト」とされている。
出版者はいずれも、Chappell & Co.。日本でのサブ出版はワーナー・チャペル音楽出版株式会社 Synch事業部とヤマハミュージックエンタテインメントホールディングスであり、こちらも同様である。

## 関連作品
- 弘田三枝子・これくしょん マイ・メモリィ〜ミコより愛をこめて